# Dianema
Dianema è un genere di pesci d'acqua dolce appartenenti alla famiglia Callichthyidae e alla sottofamiglia Callichthyinae.

## Distribuzione
Provengono dal Sud America, in particolare dal Rio delle Amazzoni.

## Descrizione
Presentano un corpo allungato, con la testa dal profilo appuntito, al cui termine sono presenti dei lunghi barbigli. Le scaglie sono grandi, le pinne non sono particolarmente ampie. La pinna caudale è biforcuta. La specie di dimensioni maggiori è Dianema urostriatum che raggiunge gli 8.4 cm.

## Tassonomia
In questo genere sono riconosciute solo 2 specie:
- Dianema longibarbis
- Dianema urostriatum